# سفارة روسيا في كوريا الشمالية
سفارة روسيا في كوريا الشمالية هي أرفع تمثيل دبلوماسي لدولة روسيا لدى كوريا الشمالية. تقع السفارة في بيونغيانغ وهي تهدف لتعزيز المصالح الروسية في كوريا الشمالية.

## وصلات خارجية
- الموقع الرسمي
- قائمة سفارات روسيا
- قائمة السفارات في كوريا الشمالية